# Arcfox Alpha-S
Arcfox Alpha-S – elektryczny samochód osobowy typu crossover klasy wyższej produkowany pod chińską marką Arcfox od 2021 roku.

## Historia i opis modelu

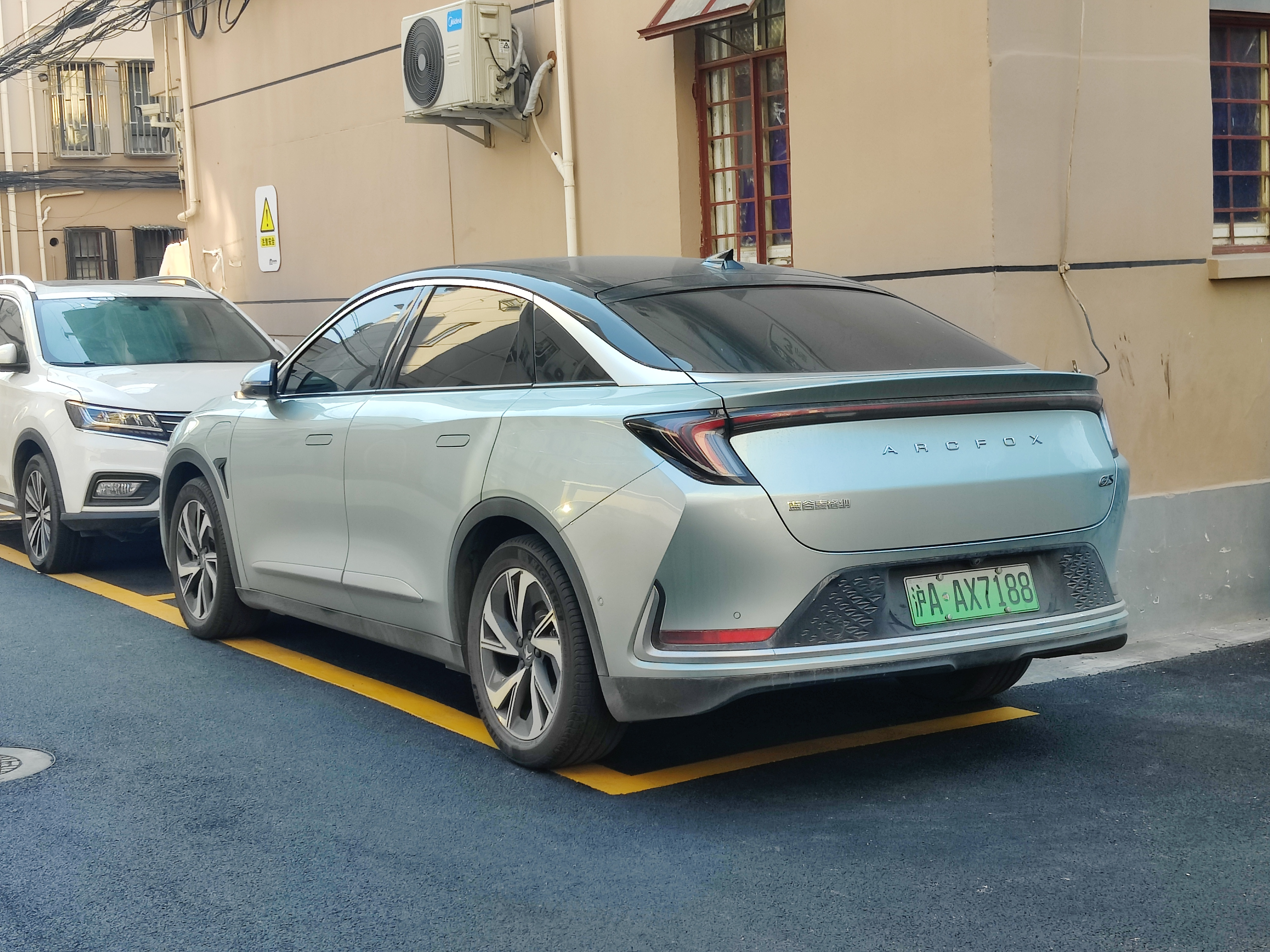
Arcfox Alpha-S - tył

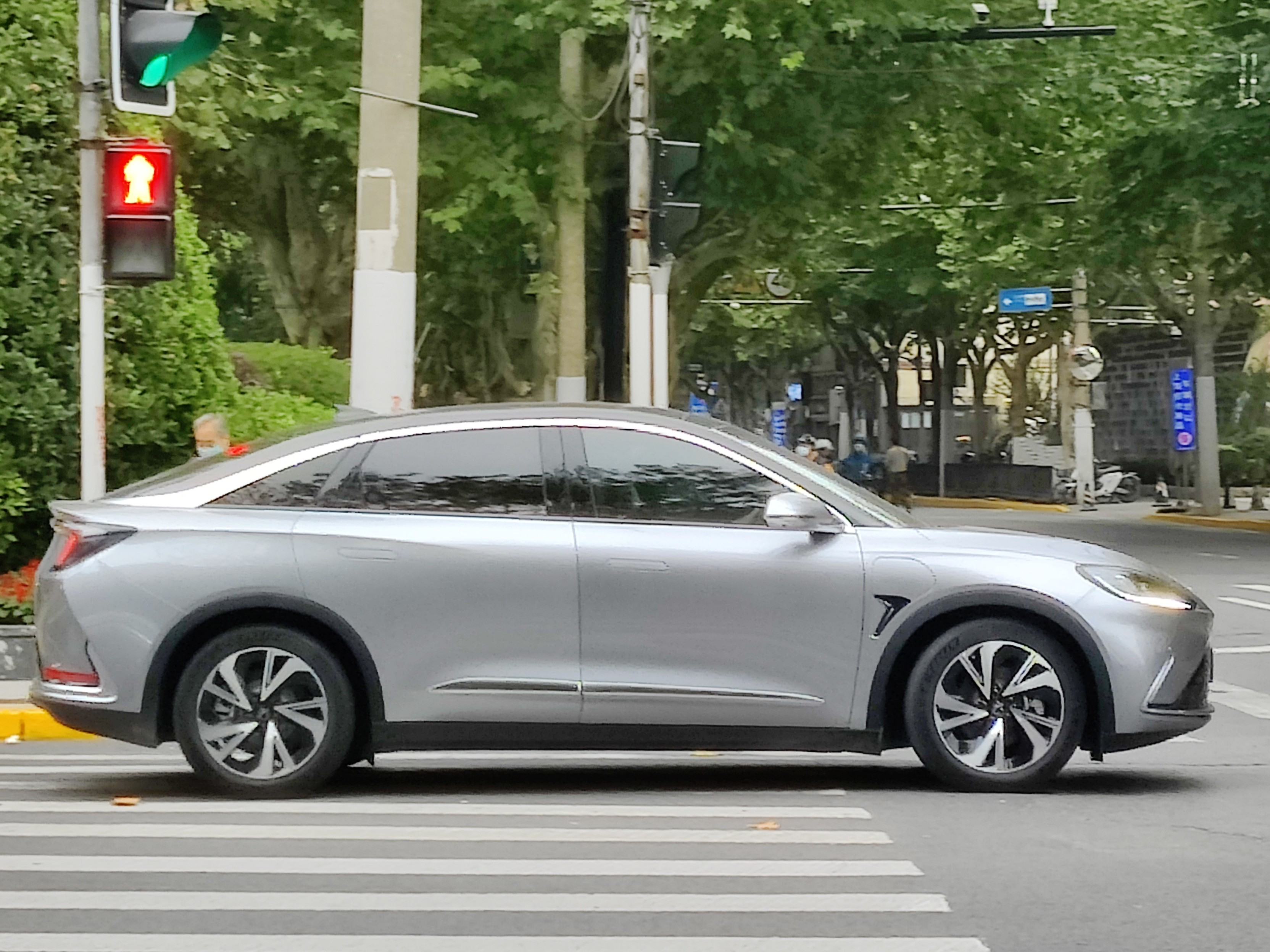
Arcfox Alpha-S - sylwetka

W drugiej połowie stycznia 2021 chińskie przedsiębiorstwo Arcfox przedstawiło nowego dużego crossovera o napędzie elektrycznym, który wzorem mniejszego modelu Alpha-T otrzymał nazwę Alpha-S i utrzymany został w podobnej formule stylistycznej. 
Samochód zyskał agresywnie stylizowane reflektory, imitację wlotu powietrza w kształcie trapezu, a także szpiczasto ukształtowany pas przedni. Ponadto pojazd zyskał łagodnie opadającą linię dachu, a także chowane klamki i tylne lampy połączone świetlistym pasem.
Kokpit został utrzymany w koncepcji łączącej masywną, pionową deskę rozdzielczą z rozbudowanym, dotykowym ekranem systemu multimedialnego płynnie połączonego z cyfrowymi zegarami. System operacyjny powstał w wyniku współpracy z chińskim koncernem technologicznym Huwaei, wspierając nie tylko multimedia, ale i system półautonomicznej jazdy wraz z radarami oraz kamerami monitorującymi otoczenie.

### Sprzedaż
Arcfox Alpha-S został samochodem produkowanym i sprzedawanym wyłącznie na wewnętrznym rynku chińksim, gdzie jego sprzedaż ruszyła w roku debiutu - 2021. Pojazd trafił tam do oferty w dwóch wariantach wyposażeniowych - podstawowym oraz topowym.

### Dane techniczne
Układ elektryczny Arcfoxa Alpha-S utworzył 218-konny silnik elektryczny, który zapewnia maksymalny moment obrotowy 360 Nm. Pod względem dostępnych wariantów baterii producent przewidział trzy odmiany, które umożliwią przejechanie na jednym ładowaniu według chińskiej procedury pomiarowej NEDC kolejno 525, 603 lub 708 kilometrów.